# NGC 5925
NGC 5925 هيَ عنقود مفتوح تتواجد في كوكبة مسطرة النقاش. تبعد حوالي 5070 سنة ضوئية ويتوقع أن عمرها يبلغ 316 مليون سنة.